# 13254 Kekulé
13254 Kekulé è un asteroide della fascia principale. Scoperto nel 1998, presenta un'orbita caratterizzata da un semiasse maggiore pari a 2,2972716 UA e da un'eccentricità di 0,1299578, inclinata di 6,73275° rispetto all'eclittica.